# Vogance
Vogance (cyr. Воганце) – wieś w Serbii, w okręgu pczyńskim, w gminie Bujanovac. W 2002 roku liczyła 51 mieszkańców.